# Manuel Silvestre
Manuel Silvestre Sánchez (Barcelona, 2 de junho de 1965) é um ex-jogador e atualmente treinador de polo aquático espanhol, medalhista olímpico. É dono de um blog sobre polo aquático El Cuervo, um dos maiores sobre o esporte.

## Carreira
Manuel Silvestre fez parte da geração de prata do polo aquático espanhol, vice-campeão olímpico de 1992.

## Ligações Externas
- Blog El Cuervo